# Тургеневы
Турге́невы — дворянские роды татарского происхождения.
При подаче документов для внесения рода в Бархатную книгу, были предоставлены две родословные росписи: Матвеем (15 марта 1686) и Михаилом (24 января 1687) Тургеневыми.

## Происхождение и история рода
В России существуют четыре рода этого имени, по-видимому различного происхождения и только один внесён в Гербовник:
1. Потомки татарского мурзы Арслана Тургена («Арслан» — в переводе с тюркского — Лев, «Турген»-от монг."Түргэн"-«быстрый»), в крещении Ивана Тургенева, выехавшего из Золотой Орды к великому князю Василию ІІ Тёмному (1425—1462) (Герб. Часть VI. № 53). Пётр Дмитриевич Тургенев, козельский сын боярский, был послан в 1551 году к ногайским мурзам уговаривать их не идти на помощь казанскому царю и потерпел в Орде «великое поругание» от князя Юсуфа, отца казанской царицы Сююмбике; в 1554—1555 г. он был, с полком, в Астрахани, при царе Дербыше, а потом воеводой в Рыльске (1559) и Дедилове (1563). Иван Васильевич Тургенев был ясельничим у Ивана ІV Грозного (1550—1556); Дмитрий Васильевич — воеводой в Каргополе в 1589 г., Пётр Никитич Тургенев казнён (вместе с мещанином Фёдором Калашниковым) за обличение Лжедимитрия І в 1606 г.; Денис Петрович был воеводой в Торжке (1636—1638) и осадным воеводой в Тамбове (1643); Василий Борисович был воеводой в Орле (1657), Фёдор Васильевич Тургенев — воеводой в Серпейске (1635); Иван Юрьевич Меньшой Тургенев был воеводой в Муроме (1625), Саратове и Тюмени (1647—1649), Афанасий Дмитриевич Тургенев — воевода Белгорода в 1634—1637. Тимофей Васильевич Тургенев был воеводой в Царицыне, где и убит Стенькой Разиным (1670); Акинфий Андреевич был воеводой в Рыльске (1698); Иван Миронович Большой — бригадиром и воеводой в Туле (1737). К этому роду принадлежит и писатель Иван Сергеевич Тургенев. Этот род Тургеневых внесен в VI часть родословной книги Тульской губернии.
2. Потомство от выходца из Золотой Орды Лизуна-мурзы, в крещении Филиппа, выехавшего в Москву в начале XV века (в Гербовник не внесены). Из его потомков Иван Григорьевич Тургенев был ясельничим Василия III. Дмитрий Степанович погиб в 1534 году под Смоленском, а Даниил и Федор Владимировичи под Вильно в 1656 году. Этот род, служивший по Ярославлю, угас в конце XVII или начале XVIII века.
3. Потомство Бориса Тургенева, сын которого Афанасий Борисович Тургенев, был в службе с 1654 года и убит Разиным при защите Алатыря в 1671 году (в Гербовник не внесены). Из этого рода происходит директор Московского университета Иван Петрович Тургенев (1752—1807); его сыновья Николай и Александр. Этот род Тургеневых внесен в VI часть дворянских родословных книг Московской[2] и Симбирской губерний.
4. Потомство Ивана Тургенева, восходящее к началу XVII века и внесённое в VI часть родословной книги Пензенской губернии. Из этого рода Петр Иванович Тургенев вместе с сыном Иваном убиты пугачёвцами в Симбирском уезде в 1774 году. В этом же году убита пугачёвцами в Пензе Варвара Степановна Тургенева.[3].

Опричниками Ивана Грозного числились Владимир и Степан Васильевич Тургеневы (1573).

## Описание герба
В щите, имеющем голубое поле, изображены три золотые шестиугольные звезды и серебряный единорог, имеющий золотые рог и копыта. Щит увенчан дворянскими шлемом и короной с тремя страусовыми перьями. Намёт на щите голубой, подложен серебром.
Герб внесён в Общий гербовник дворянских родов Российской империи, часть 4, стр. 53.

## Известные представители родов
- Тургеневы: Захарий и Андрей Павловичи — убиты при взятии Казани (1552)[3].
- Тургенев Афанасий Дмитриевич — воевода в Валуйках (1618), в Осколе (1630—1631), в Белгороде (1634—1637), в Калуге (1645—1646), московский дворянин (1627—1640).
- Тургенев Иван Юрьевич — воевода в Муроме (1625—1626), в Тюмени (1646—1648), в Вологде (1650), московский дворянин (1627—1658).
- Тургеневы: Фёдор Васильевич, Юрий Григорьевич, Провоторх Григорьевич, Михаил и Василий Борисовичи — воротынские городовые дворяне (1627—1629).
- Тургенев Денис Петрович — стольник патриарха Филарета (1627—1629), стряпчий (1629—1636).
- Тургенев Денис Петрович — стряпчий (1627), московский дворянин (1636—1640).
- Тургенев Григорий Никитич — московские дворянин (1627—1629).
- Тургенев Фёдор Васильевич — воевода в Серпейске (1636—1637).
- Тургенев Гаврила Назарьевич — московский дворянин (1640—1658).
- Тургенев Денис — воевода в Тамбове (1644).
- Тургенев Иван Богданович — московский дворянин (1658).
- Тургенев Осип Фёдорович — воевода в Орле (1663).
- Тургенев Андрей Фёдорович — воевода в Мосальске (1685—1687). московский дворянин (1692).
- Тургенев Иван Матвеевич — стольник царицы Прасковьи Фёдоровны (1686), стольник (1687—1692).
- Тургеневы: Дмитрий Михайлович и Михаил — стольники царицы Прасковьи Фёдоровны (1692—1694).
- Тургеневы: Парфений Васильевич, Иван Миоронович — стольники царицы Евдокии Фёдоровны (1692).
- Тургенев Василий Фёдорович — московский дворянин (1692), стольник, воевода в Острогожске (1693).
- Тургенев Дмитрий Михайлович — воевода в Таре (1694).
- Тургенев Семён Петрович — воевода в Переславле-Залесском (1694).
- Тургеневы: Федот Гаврилович, Спиридон Владимирович, Яков, Семён и Тимофей Петровичи, Никита Григорьевич — московские дворяне (1667—1692).
- Тургеневы: Тимофей Васильевич, Семён Павлович, Юрий и Иван Кузьмины, Михаил и Иван Гавриловичи, Иван Андреевич — стряпчие (1662—1694)
- Тургеневы: Яков Гаврилович, Семён Яковлевич, Семён Осипович, Осип Матвеевич, Михаил Денисович, Мирон Кузьмин, Матвей Иванович, Юрий и Иван Михайловичи, Тимофей и Иван Григорьевичи — стольники (1686—1692)[5][6].
- Тургенев, Иван Сергеевич (1818—1883) — русский писатель.
- Тургенев, Иван Петрович — русский дворянин, офицер.
- Тургенев, Николай Иванович (1789—1871) — русский государственный деятель, экономист, декабрист , брат А. И. Тургенева и А. И. Тургенева.
- Тургенев, Александр Иванович (1784—1845) — российский государственный деятель, брат Н. И. Тургенева и А. И. Тургенева.
- Тургенев, Андрей Иванович (1781 — 1803) — русский поэт и переводчик, брат Н. И. Тургенева и А. И. Тургенева.